# Bold & Delicious/Pride
 (octobre 2021).
Singles de Ayumi Hamasaki
Heaven
(2005) Startin'/Born to Be...
(2006)
Bold & Delicious / Pride est le 38e single original de Ayumi Hamasaki sorti sous le label Avex Trax, en excluant ré-éditions, remixes, et son tout premier single.

## Présentation
Le single sort le 30 novembre 2005 au Japon sous le label Avex Trax, produit par Max Matsuura. Il ne sort que deux mois et demi après le précédent single de la chanteuse, Heaven. Il atteint la 1re place du classement de l'Oricon. Il se vend à 83 708 exemplaires la première semaine, et reste classé pendant neuf semaines, pour un total de 132 993 exemplaires vendus durant cette période, alors l'une des plus faibles ventes de l'artiste. C'est le septième single de la chanteuse à sortir aussi en version "CD+DVD", avec une pochette différente et un DVD supplémentaire contenant les clips vidéo des deux chansons du disque.
C'est le deuxième single "double face A" officiel de la chanteuse, après Step You/Is This Love? sorti dans l'année, contenant deux chansons inédites et leurs versions instrumentales, plus leurs clips vidéo sur la version avec DVD ; cependant, ses derniers singles contenaient eux aussi deux chansons avec chacune sa version instrumentale et son clip vidéo, ce qui en faisait des singles "double face A" officieux. Le single contient en plus deux versions remixées de la chanson-titre du précédent single Heaven et de sa "face B" Will.
Les deux chansons inédites, composées par Roberto "Geo" Rosan pour le groupe américain Sweetbox, ont servi de thèmes musicaux pour des campagnes publicitaires pour la marque Panasonic. Elles figureront sur l'album (Miss)understood qui sortira un mois plus tard. Le titre Bold & Delicious figurera aussi sur la compilation A Complete: All Singles de 2008, et sera également remixé sur l'album Ayu-mi-x 7 -version House- de 2011.

## Liste des titres
Toutes les paroles sont écrites par Ayumi Hamasaki.
| 1. | Bold & Delicious "Original Mix"                | Geo of Sweetbox / CMJK | 4:42 |
| 2. | Pride "Original Mix"                           | Geo of Sweetbox / CMJK | 4:12 |
| 3. | HEAVEN "M.O.R. House Mix" (HEAVEN...)          | Kazuhito Kikuchi       | 6:15 |
| 4. | Will "Wall5 Remix"                             | CREA & D･A･I           | 5:03 |
| 5. | Bold & Delicious "Original Mix" (Instrumental) | Geo of Sweetbox / CMJK | 4:42 |
| 6. | Pride "Original Mix" (Instrumental)            | Geo of Sweetbox / CMJK | 4:08 |

| 1. | Bold & Delicious (vidéo clip) |  |
| 2. | Pride (vidéo clip)            |  |